# Luz de mar (documental)
Luz de mar es un documental dirigido por Luis Vázquez «Curro» y Raúl Serrano a partir de una idea original de Luis Vázquez y producida por Efecto Kulechov S.L.U en 2011.
Narrado por el actor Luis Tosar, Luz de mar recorre los faros de las costas españolas, acercándonos a esta profesión y al mundo que la rodea, reivindicando la permanencia de los faros, su patrimonio sociocultural y un oficio que se extingue.

## Sinopsis
En 1991 se convocaron las últimas oposiciones al cuerpo de fareros. Los pocos que quedan en activo, tuvieron que elegir entre un oficio condenado a desaparecer o abandonar los faros y trabajar en las oficinas de los puertos.
Luz de mar es un acercamiento a una profesión en extinción, una farera que se jubila, un enamorado de su profesión obligado a vivir lejos de su faro, un representante de la última generación de torreros, un pintor y un historiador. Todos ellos, ligados a un patrimonio en peligro de desaparición.

## Contexto
Luz de mar cuenta la historia de los faros a través de la voz de quienes viven y trabajan en torno a ellos. Es decir, no sólo los propios torreros, sino también sus familiares, pescadores, artistas o escritores que han desarrollado su obra en torno a ellos.
El oficio de torrero está condenado a desaparecer en un periodo muy breve de tiempo; de hecho, ya no se forma más personal para tal tarea: una vez que se jubilen los actuales funcionarios, el oficio desaparecerá para siempre, y quedará sólo en nuestra memoria.
Luz de mar es un acercamiento a los últimos herederos de un oficio de muchos siglos y con una trayectoria muy importante en la historia de la navegación mundial y un legado cultural y técnico. Y parece que el futuro a medio plazo es que su labor quedará en manos de empresas de mantenimiento.
No todos los faros están habitados ni tienen la misma importancia ni categoría. Sólo los más importantes, algunos de los de primera categoría (Cabo de Peñas en Asturias, Mesa de Roldán en Almería, Matxitxako en Vizcaya, etc.), siguen estando habitados por profesionales que, además, revisan, reparan y mantienen otros faros de menor categoría que también tienen a su cargo. Este ha sido otro aspecto a desarrollar en el documental: realizando un seguimiento a uno de los torreros en su visita por los faros que están bajo su responsabilidad; ver y conocer su trabajo, no sólo en el faro donde habita, sino en todos los que tenga a su cargo.
El documental también muestra la convivencia con una farista durante sus últimos meses en su puesto, antes de que llegara la hora de su jubilación, y lo duro que fue para ella cerrar el faro y abandonar todos los recuerdos vividos dentro de él.
Actualmente, las autoridades portuarias han recolocado a parte del personal de faros en los propios puertos, pasando a desempeñar funciones más administrativas. Luz de mar cuenta con el testimonio de uno de estos ex fareros, primeros ejemplos de lo que es un oficio en extinción. Cómo ha vivido ese cambio, cómo ha pasado de ser «el farero de...», vivir en un lugar privilegiado, e incluso envidiado, a trabajar en una oficina y sobre todo el gran dilema de «deshumanizar el faro».
El destino final que espera a los faros no es el turístico, aunque hay alguno, como el Semáforo de Bares en La Coruña, que se está usando para la hostelería; otros, como el Faro de Cabo Mayor en Santander, se convirtió en Centro de Arte en agosto de 2006, mientras que el Faro de la Banya (Tarragona) se ha convertido en Museo de Faros. En cualquier caso, su utilidad real es servir de ayuda a la navegación, y por eso Luz de mar también ha contado con la colaboración de los propios marineros, a los que se dedica un apartado.
El documental también se detiene en gente que siente pasión por los faros. Es el caso de Eduardo Sanz que, desde 1979, se ha dedicó a retratar los mismos faros que visita Luz de mar y que ahora expone en el Museo de Arte Cabo Mayor en Santander.

## Ficha artística
- Dirección: Luis Vázquez «Curro» y Raúl Serrano
- Guion: Raúl Serrano y Luis Vázquez «Curro»
- Narrador: Luis Tosar
- Producción: Luis Vázquez «Curro», Raúl Serrano y Bárbara Díez
- Fotografía: Luis Vázquez «Curro»
- Música: Zacarías Martínez de la Riva
- Montaje: Luis Vázquez «Curro»
- Animación Pharóculus: Antonio Bretones
- Diseño de sonido: Fernando Pocostales
- Mezcla finales sonido: Manuel Cora (AMSCE)
- Etalonaje: Gabriel García

## Reparto
- Javier Pérez de Arévalo, último farero de Formentera (Baleares).
- Lola Papis, farista (faro de Sabinal, Almería).
- Pedro Pasantes, farero Torre de Hércules (La Coruña).
- Mario Sanz, farero y escritor (Mesa de Roldán, Almería).
- Miren Santamaría, viuda del farero de Castro Urdiales (Cantabria).
- Miren Jiménez, hija del farero de Castro Urdiales (Cantabria).
- Enrique Luzuriaga, farero isla de Mouro (Santander, Cantabria).
- Ramón Ojeda, historiador de faros (Castro Urdiales, Cantabria).
- Ramón Allegue, escritor especializado en naufragios (Galicia).
- Eduardo Sanz, pintor de faros.
- Mercè Toldrà, responsable del Museo del Faro de Tarragona.
- Joan Fortuny, pescador de Palamós (Girona).

## Reconocimientos
- En diciembre de 2011, el documental Luz de mar fue seleccionado como candidato a participar en los Premios Goya 2012 en tres categorías: Mejor película, Mejor película documental y Mejor dirección novel,[3] pero no consiguió estar entre los cuatro finalistas.
- En noviembre de 2011, Luz de mar participó en la sección oficial del III Certamen de Documentales del Festival de Cine de Zaragoza 2011.[4]